# Pedro Eugenio Aramburu
‎
Pedro Eugenio Aramburu Cilveti, argentinski general, * 21. maj 1903, Río Cuarto, † 1. junij 1970, Buenos Aires.
Aramburu je bil vrhovni poveljnik Argentinske kopenske vojske (1955–1958) in predsednik Argentine (1955–1958).